# 御坊市消防本部
御坊市消防本部（ごぼうししょうぼうほんぶ）は、和歌山県御坊市の消防部局（消防本部）。管轄区域は御坊市全域。

## 概要
- 消防本部：和歌山県御坊市湯川町財部221-1
- 管内面積：43.93km2
- 職員定数：45人
- 消防署1カ所
- 主力機械（2023年4月1日現在）
  - 普通消防ポンプ自動車：1
  - 水槽付消防ポンプ自動車：2
  - 小型動力ポンプ付積載車：1
  - 梯子付消防ポンプ自動車：1
  - 大型高所放水車：1
  - 泡原液搬送車：1
  - 化学消防車：1
  - 水難救助資機材搬送車：1
  - 救急自動車：3
  - 救助工作車：1
  - 指揮隊車：1
  - 広報車：2
  - 作業車：3
  - 支援車：1

## 沿革
- 1956年12月1日 – 御坊市消防本部、消防署が発足。
- 1969年 – 救急業務を開始。
- 1982年 – 消防庁舎を新築。

## 消防署
| 消防署       | 住所            |
| ------------ | --------------- |
| 御坊市消防署 | 湯川町財部221-1 |